# Pregny-Chambésy
Pregny-Chambésy é uma comuna suíça do cantão de Genebra situada às portas de Genebra e desde há muito o local onde se encontram as casas consulares dos representantes nacionais no Palácio das Nações  . A proximidade desta organização faz que a comuna seja densamente povoada com uma percentagem de ocupação habitável de 70% e uma densidade populacional importante, 1 124 hab/km2. A populaçnao que atinge hoje os 3086 habitantes tem vindo a crescer regularmente desde 1970  .

## Situação
Pregny-Chambésy fica na margem direita do Lago Lemano a Este, Bellvue a Norte, Le Grand-Saconnex a Este, e a cidade e comuna de Genebra a Sul.

## História
O  feudo de Pregny-Chambésy, que era constituído por Pregny, Chambésy-de-Cima e Chambésy-de-Baixo, dependia dos Senhores de Gex e teve de aguentar com a sorte movimentada do País de Gex:
- 1353-1536; soberania Saboiarda
- 1536; conquistada pelos senhores de Berna
- 1567; restituída à Saboia
- 1590-1601; conquistada e administrada por Genebra
- 1601; anexada pela França
- 1815; reunida a Genebra

Foi comuna com o nome de Pregny desde 1816, nome que manteve até 1960. 
A Igreja dedicada a Santa Petrónia é sitada já em 1481. Em princípio seguindo as ideias reformadora até 1536, a paróquia torna-se católica em 1685. O Centro Ortodoxo do Patriarca Ecuménico de Chambésy reúne desde 1966 vários organismos centrais da Igreja Ortodoxa.
Entre as belas propriedades virada para o Lago Lemano contam-se o Castelo de  Rothschild (1858-1860); Le Reposoir (1755); La Fenêtre (1820-1822), o Castelo de Penthes - que abriga o Museu dos Suíços no Estrangeiro - , alguma das quais são casas consulares das missões junto à agência das Nações Unidas em Genebra, no Palácio das Nações .

## Transportes
Além da auto-estrada A1 (Este-Oeste) que de Genebra parte para Lausana em direcção de São Galo para entrar na Áustria, e que para Sul se liga com as A40 francesa, há a chamada Estrada do Lago que serve as localidades entre Genebra e Lausana. Entre as duas a linha de combóio que parte da Estação de Cornavin, tem não só serviço regional, como inter-regional e internacional.
No cruzamento entre uma entrada para a auto-estrada A1 e a Estrada do Lago há um enorme espaço relvado/picknick/praia muito apreciado e concorrido

## Imagens

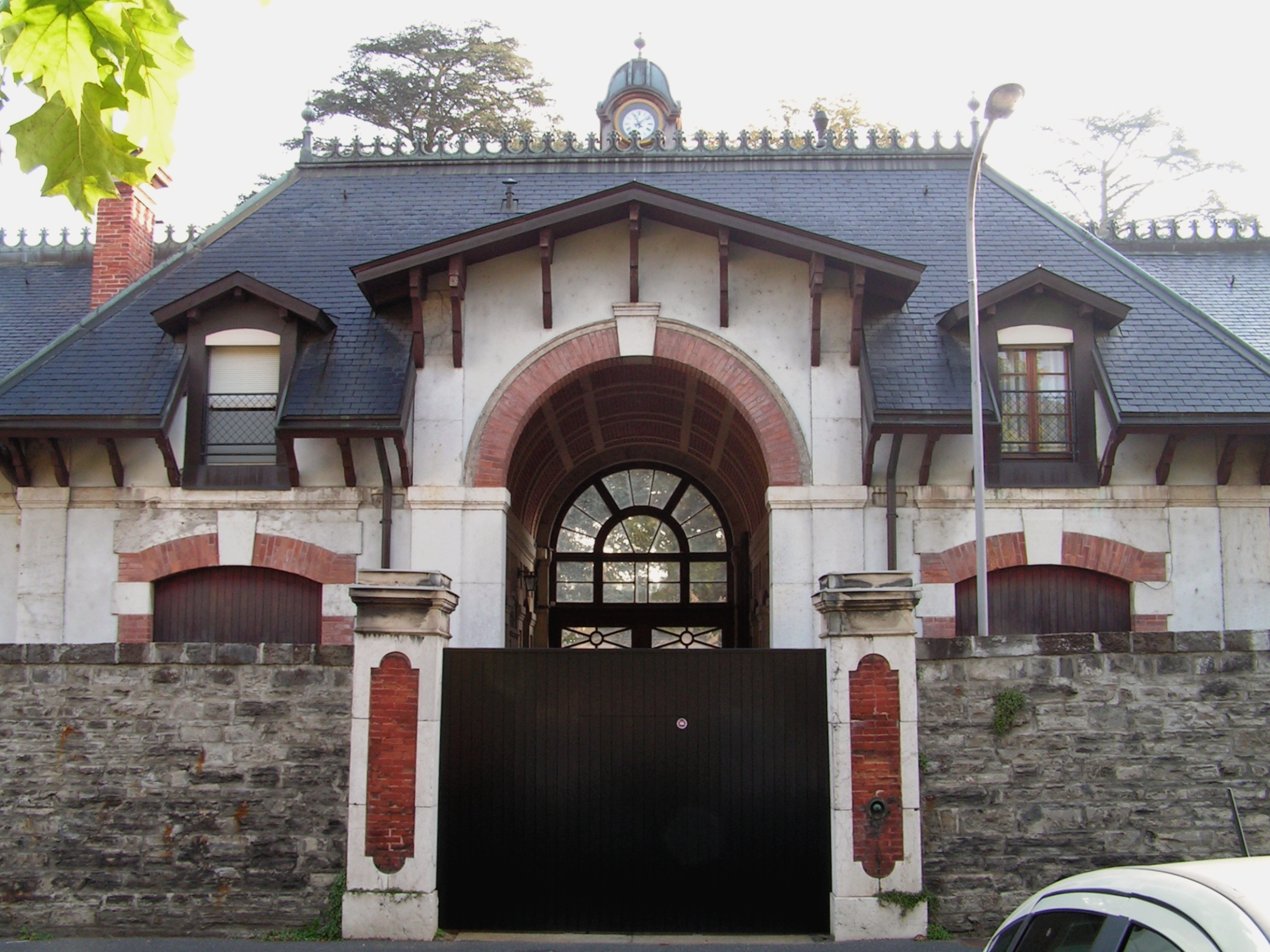
Dependência do Castelo Rothschild (1860).
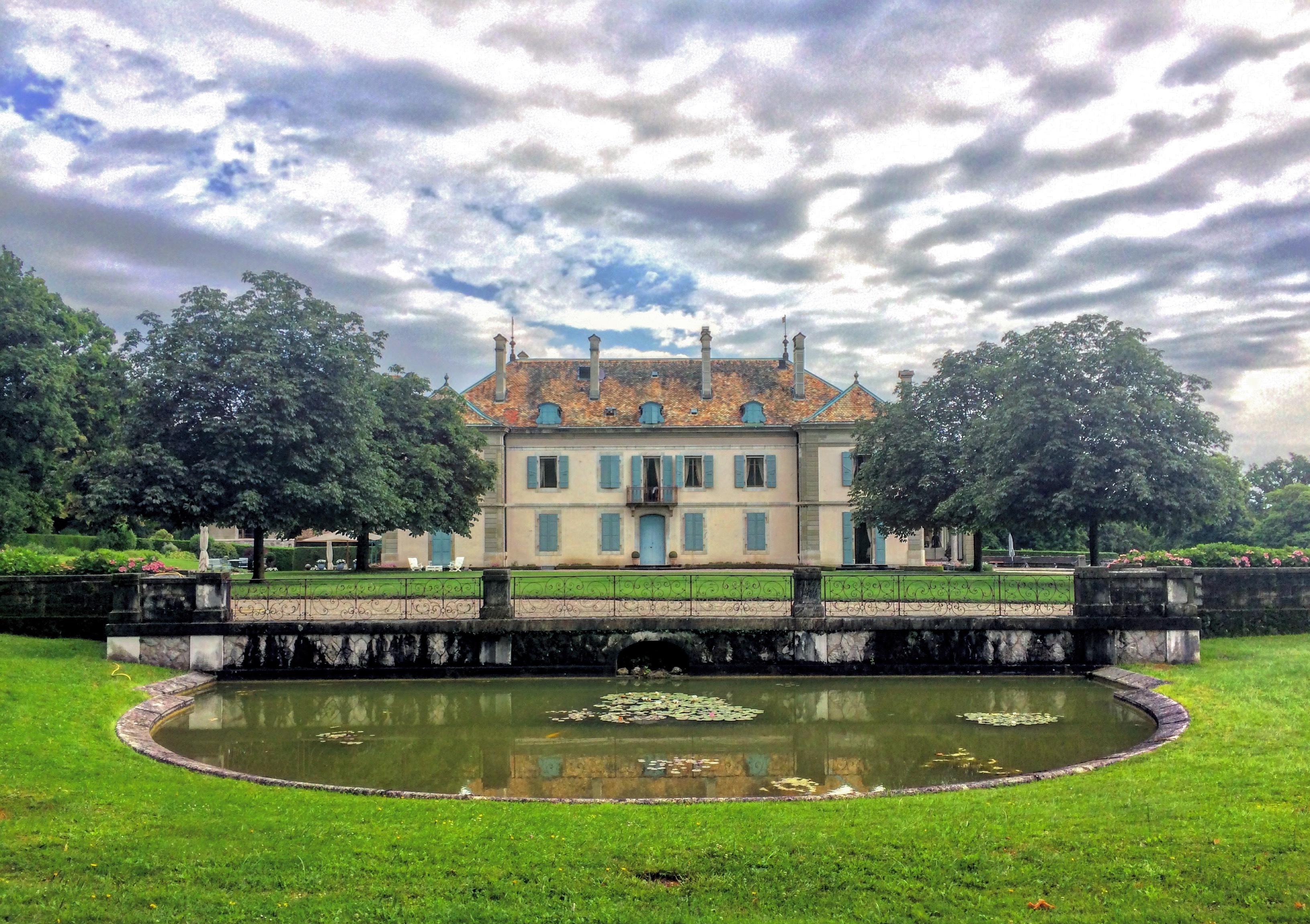
Le Reposoir (1755).
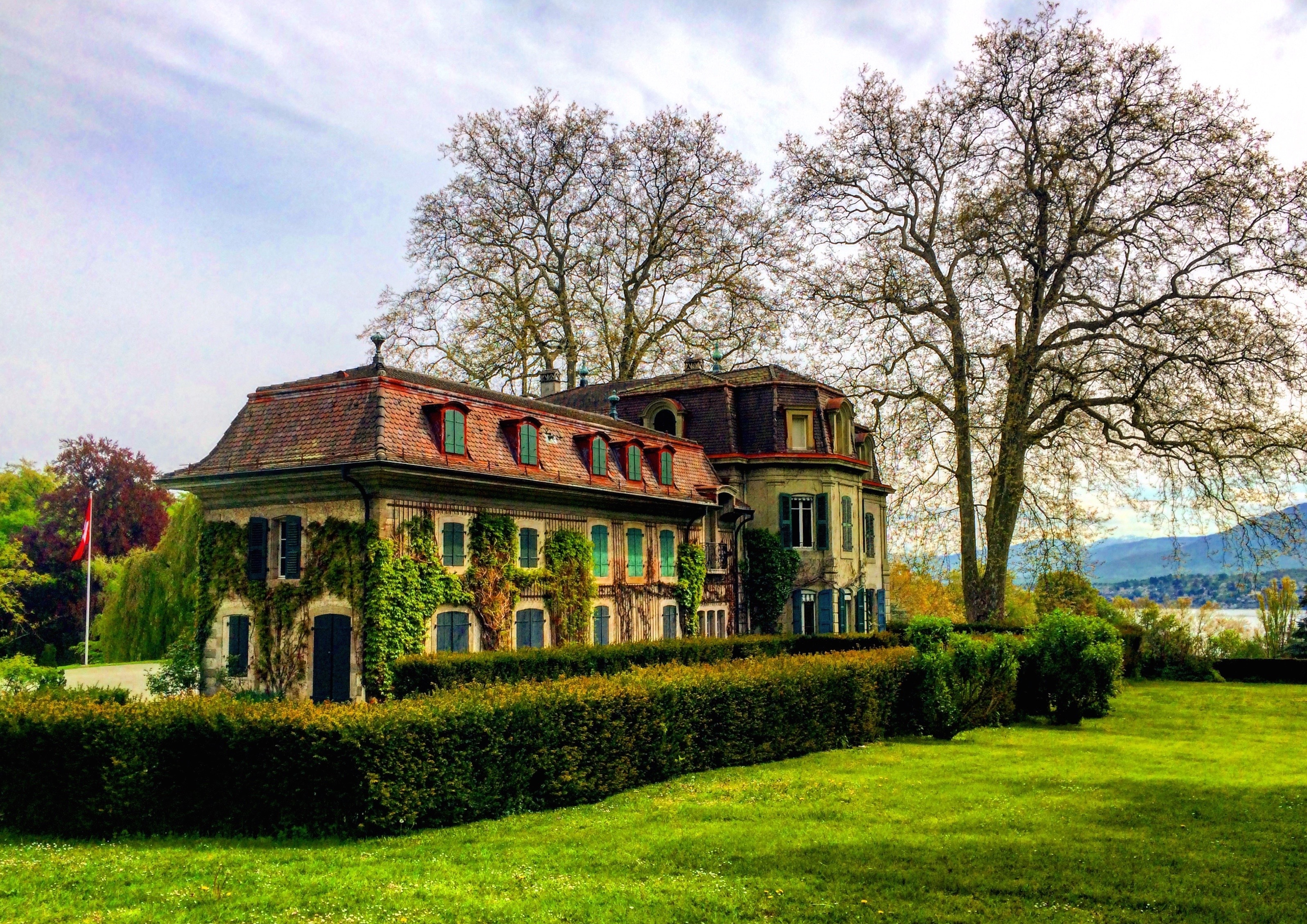
Castelo de Penthes.
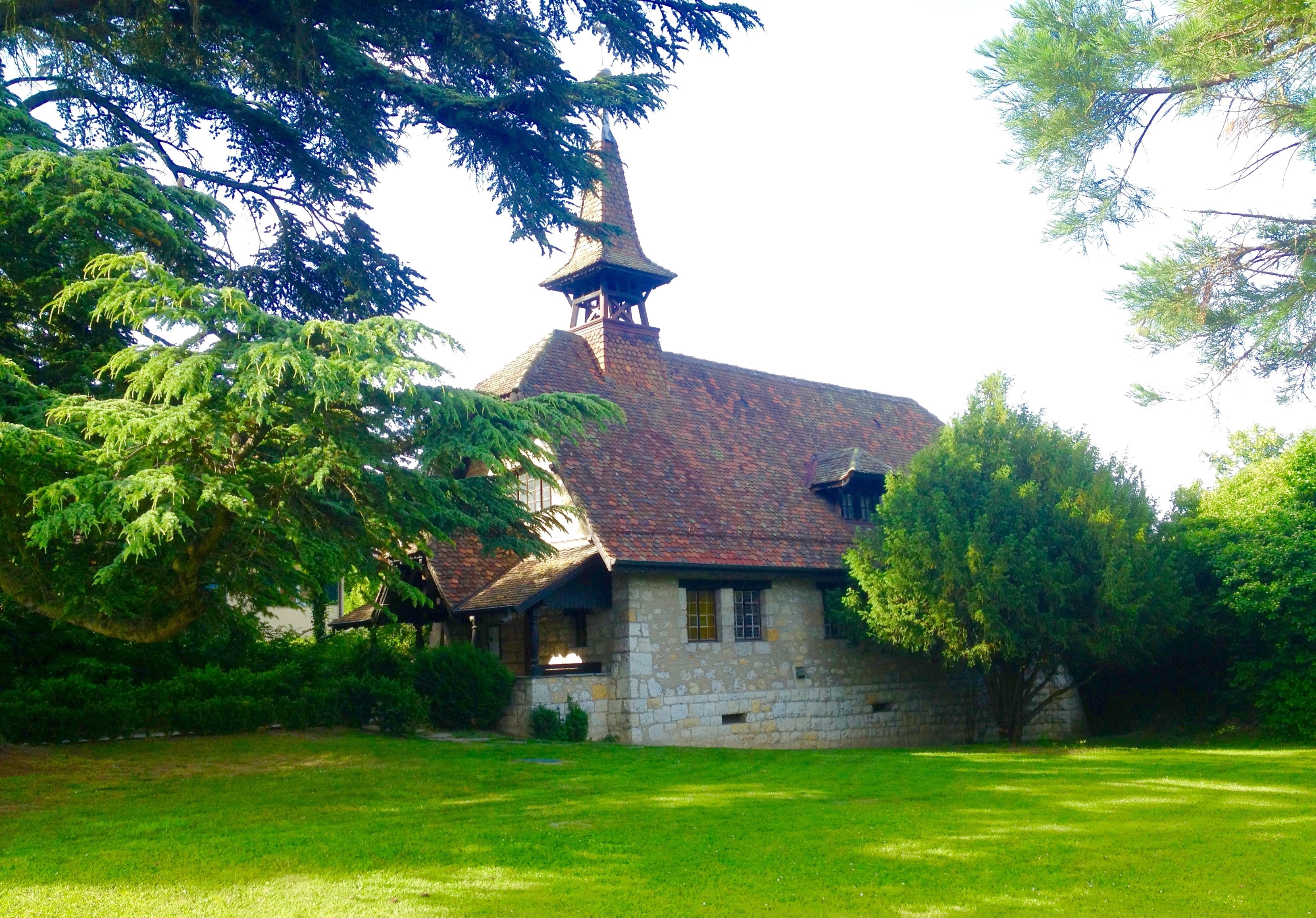
Capela dos Cornillons.